# 김대원 (야구 선수)
김대원(2001년 11월 7일 ~ )은 KBO 리그 LG 트윈스의 내야수이다.
KBO 내에서 주루 툴이 굉장히 좋은 선수 중 한 명.빠른 선수들이 많아 '뛰는 야구'를 구사하는 LG 구단 내에서도 전문 대주자로 활약하고 있다.
수비 쪽에서는 고등학교와 대학교 때까지 쭉 2루수로밖에 뛰지 않은 경력 때문에 2루수밖에 되지 않아 아쉬운 점이 있다.

## LG 트윈스시절
2024년에 입단하였다. 

### 2024 시즌
2024년 6월 11일 삼성 라이온즈와의 경기에 김주성의 대주자로 출전하였다. 
6월 15일 롯데 자이언츠와 경기에서 대주자로 출전해 데뷔 첫 도루를 기록하였다.
6월 18일 KIA 타이거즈와 경기에 대타로 나와 데뷔 첫 안타를 기록하였다.
준플레이오프와 플레이오프에서 엔트리에 들었다.
시즌 후 현역으로 군입대 하였다.

## 출신 학교
- 백마초등학교
- 원당중학교
- 충훈고등학교
- 홍익대학교